# Болганбаев, Кайретдин Абдирахманулы
Кайретдин (Хайретдин) Абдирахманулы Болганбаев (каз. Қайретдин Әбдірахманұлы Болғанбаев; 1893, Коргалжынский район Акмолинской области — 21 октября 1937, Ташкент, УзССР) — советский казахский журналист, издатель, активный участник движения «Алаш».

## Биография
Происходит из подрода темеш рода куандык племени аргын.
С декабря 1917 по февраль 1918 года участвовал в создании туркестанской автономии; в 1917—1918 годах во время учёбы в медресе Оренбурга работал в редакции газеты «Қазақ»; параллельно в 1917—1918 годах совместно с М. Шокаем и С. Кожановым издавал в Ташкенте пантюркистскую газету «Бирлик туы» (каз. Бірлік Туы, «Знамя единства»). В 1918—1919 годах изучал педагогику в Ташкенте. В 1919—1920 годах работал в комиссии по образованию на туркестанских территориях при белогвардейском правительстве в Оренбурге. В 1921 году по поручению А. Бокейханова и Ахмета Байтурсынова встретился с Ахметом-Заки Валиди Тоганом, который вместе с Энвер-пашой руководил движением басмачей в Бухаре. В 1922—1923 годах жил в Акомоле, в 1924—1927 годах в Петропавловске, где работал заместителем начальника отдела народного образования. В 1928 году по решению ОГПУ был признан «врагом народа» и приговорён к 5 годам ссылки в Западную Сибирь. В 1934 году вернулся в Алма-Ату, позже поселился в ауле Капланбек Сарыагашского района Южно-Казахстанской области. В 1937 году был арестован и расстрелян; посмертно реабилитирован 26 февраля 1958 года.